# Anacroneuria impensa
Anacroneuria impensa és una espècie d'insecte plecòpter pertanyent a la família dels pèrlids.

## Descripció
- Els adults presenten les ales anteriors de color marró clar amb la nervadura marró groguenc, el cap amb un patró variable de groc i marró clar, i les potes principalment marrons.
- La femella té quatre lòbuls a la placa subgenital.
- Les ales anteriors del mascle fan entre 14,7 i 16,5 mm de llargària, i les de la femella 14,5-21,5.[5]

## Hàbitat
En el seu estadi immadur és aquàtic i viu a l'aigua dolça, mentre que com a adult és terrestre i volador.

## Distribució geogràfica
Es troba a Sud-amèrica: l'Argentina (la província de Misiones) i el Brasil (Santa Catarina).